# Henotesia marmorata
Henotesia marmorata är en fjärilsart som beskrevs av Aurivillius 1911. Henotesia marmorata ingår i släktet Henotesia och familjen praktfjärilar. Inga underarter finns listade i Catalogue of Life.